# Jean Niermans
Jean Niermans, né le 14 décembre 1897 à Paris 9e et mort à Boulogne-Billancourt le 26 février 1989, est un architecte français, grand prix de Rome, et urbaniste à l'origine d'un nombre important de bâtiments publics réalisés des années 1930 aux années 1970.

## Biographie
Fils de l'architecte d'origine néerlandaise Édouard-Jean Niermans, il est mobilisé en 1916 et participe ainsi à la Première Guerre mondiale. Il entre, en 1920, à l'École nationale supérieure des beaux-arts dans les ateliers de Gustave Umbdenstock, Paul Tournon puis d'Emmanuel Pontremoli. Après plusieurs tentatives, il est lauréat du grand prix de Rome en 1929. Il séjourne à la villa Médicis de 1930 à 1933.
Avant même son départ pour Rome, il s'associe au cabinet paternel avec son frère Édouard Niermans (1904-1984), lui aussi architecte. À la mort de leur père en 1928 il fonde, avec son frère Édouard, l'agence d'architecture « Les Frères Niermans ». Ensemble ils élaborent les grands projets jusqu'en 1963, date à laquelle leur association s'achève.
Architecte en chef des bâtiments civils et palais nationaux, Jean Niermans est par ailleurs nommé architecte en chef de la reconstruction de Dunkerque (à la tête du centre de planification à la reconstruction de la ville, dont est notamment membre Bruno Elkouken) et réalise un très grand nombre de bâtiments scolaires jusqu'à la fin des années 1970 dans le nord de la France et en région parisienne.
Il est enseignant à l'École nationale supérieure des beaux-arts entre 1952 et 1967.

## Principales réalisations
En collaboration avec son frère

Hôtel de ville de Puteaux (1933).

- 1931-1933 : hôtel de ville de Puteaux (Hauts-de-Seine)
- 1933-1938 : groupe scolaire Marius-Jacotot, rue Charles-Lorilleux à Puteaux
- 1935 : maison de l'architecte, 3 rue Gambetta à Boulogne-Billancourt (Hauts-de-Seine)[3]
- 1935-1951 : hôtel de ville d'Alger en collaboration avec Jean Ferlié (actuel siège de l'Assemblée populaire nationale algérienne)
- 1937 : salle de spectacle du palais de Chaillot, avec son frère sous la direction de Louis Süe dans le cadre de l'Exposition spécialisée de 1937 : foyer et vestibule ; actuel théâtre de Chaillot (réaménagée par Niermans en 1951 pour en faire une salle de conférence de l'Organisation des Nations unies) dans le 16e arrondissement de Paris
- 1938-1940 : dispensaire, 1 boulevard Richard-Wallace à Puteaux
- 1948-1949 : piscine municipale de Puteaux
- 1951 : grande salle de concert, la salle de musique et la salle des variétés de l'actuelle Maison de Radio France dans le 16e arrondissement de Paris en association avec Henry Bernard et les sculpteurs  Louis Leygue (artiste) et Raymond Subes
- 1952-1954 : groupe d'HLM avenue Gambetta et boulevard Raspail à Courbevoie (Hauts-de-Seine)
- 1952 : préfecture maritime pour l'Atlantique dans la cour du château de Brest (Finistère).
- 1955 : gare ferroviaire de Dunkerque[4]
- 1957-1963 : lycée Eugène-Delacroix à Drancy (Seine-Saint-Denis)[5]
- 1960-1963 : théâtre municipal de Dunkerque[6]

En collaboration avec son fils
- 1967 : centre municipal des sports Robert-Grenon, rue Danton à Tours